# Nordmarks landskommun
Nordmarks landskommun var en tidigare kommun i Värmlands län.

## Administrativ historik
När 1862 års kommunalförordningar trädde i kraft inrättades i Nordmarks socken i Färnebo härad i Värmland då denna kommun.
Den 1 januari 1947 (enligt beslut den 9 november 1945) överfördes till Nordmarks landskommun och församling från Gustav Adolfs landskommun och församling delar av fastigheterna Sundsjön 1:1 och 2:1 med 18 invånare och omfattande en areal av 11,51 kvadratkilometer, varav 11,26 land.
Vid kommunreformen 1952 uppgick denna kommun i Värmlandsbergs landskommun, som 1971 uppgick i Filipstads kommun.

### Kyrklig tillhörighet
I kyrkligt hänseende tillhörde kommunen Nordmarks församling.

## Politik

### Mandatfördelning i Nordmarks landskommun 1938-1946
| 2 | 14 | 4 |

| 20 |

| 18 | 2 |

| 20 |

| 3 | 12 | 5 |

| 19 |